# Prionocrangon
Prionocrangon is een geslacht van kreeftachtigen uit de klasse van de Malacostraca (hogere kreeftachtigen).

## Soorten
- Prionocrangon curvicaulis Yaldwyn, 1960
- Prionocrangon demani J.N. Kim & Chan, 2005
- Prionocrangon dofleini Balss, 1913
- Prionocrangon formosa J.N. Kim & Chan, 2005
- Prionocrangon incisum Hendrickx & Ayón-Parente, 2012
- Prionocrangon ommatosteres Wood-Mason in Wood-Mason & Alcock, 1891
- Prionocrangon paucispina J.N. Kim & Chan, 2005
- Prionocrangon pectinata Faxon, 1896